# Paul-Schürmann-Preis
Der Paul-Schürmann-Preis wird seit 1968 durch die Deutsche Gesellschaft für Wehrmedizin und Wehrpharmazie e. V. alle zwei Jahre für herausragende wissenschaftliche Leistungen auf dem Gebiet der Wehrmedizin und Wehrpharmazie vergeben. Er ist nach dem Militärpathologen und Tuberkuloseforscher Paul Schürmann benannt.
Der Paul-Schürmann-Preis dient der Motivation zur wissenschaftlichen Betätigung, der Förderung des wissenschaftlichen Nachwuchses und der Auszeichnung für herausragende wissenschaftliche Leistungen auf dem Gebiet der Wehrmedizin und Wehrpharmazie. Dieses kann auch im Rahmen von Dissertationen, Diplom- und Master-Arbeiten erfolgen. 

## Preisträger
- 1968: Kurt Schmahl, Peter Schräpler
- 1970: Tilman Huber
- 1972: Manfred Bierther, Gerhard Schlüter
- 1974: Werner Kroß
- 1976: Karl-Heinz Bock
- 1978: Roland Henneberg, Friedhelm Mayer
- 1980: Gerhard Fleischner, Hans Korting
- 1984: Ulrich Schäfer, Manfred Pilgramm, Günter Frey
- 1986: Hans-Anton Adams, Michael Adolph
- 1988: Werner Dittmann
- 1990: Michael Abend
- 1992: keine Vergabe, dadurch 1993 erneute Ausschreibung
- 1993: Lothar Zöller und Michael Faulde (als Gemeinschaftsarbeit)
- 1995: Horst Becker und Dieter Rosenbaum (als Gemeinschaftsarbeit), Volker Hartmann
- 1997: keine Vergabe, dadurch 1998 erneute Ausschreibung
- 1998: Christian Willy und Jürgen Sterk (als Gemeinschaftsarbeit)
- 2000: Thomas Fuchs
- 2002: Bernd Evers und Thomas Solbach (als Gemeinschaftsarbeit), Axel Franke und Wolfgang Lante (als Gemeinschaftsarbeit)
- 2004: Chris Schulz, Wulf von Restorff
- 2006: Roman Wölfel
- 2008: keine Vergabe, dadurch 2009 erneute Ausschreibung
- 2009: Kerstin Hornung und Markus Tannheimer (als Gemeinschaftsarbeit)
- 2011: Raimund Lechner
- 2013: Andreas Max Pabst, Christoph Schulze
- 2014: Christian Ruf
- 2016: Hagen Frickmann, Arnulf G. Willms
- 2018: Matthäus Majewski, Stefan Sammito und Lisa Müller-Schilling (als Gemeinschaftsarbeit)
- 2020: Peter Braun, Katharina Estel, Gordian Weber, Luise Richter, Felix Fellmer, David Alexander Back (als Gemeinschaftsarbeit)
- 2022: Katharina Müller, Philipp Girl (Gemeinschaftsarbeit), Simone Schüle, Kai Nestler